# The More Things Change…
The More Things Change… — второй студийный альбом американской грув-метал-группы Machine Head, вышедший в 1997 году. Альбому сопутствовал коммерческий успех. Так, к 2002 году, в США было продано более 115 000 копий альбома; так же альбом продемонстрировал более успешное выступление в европейских чартах, в сравнении с дебютным релизом коллектива.The More Things Change… стал последним в составе Machine Head для гитариста Логана Мэйдера и первым для нового барабанщика Дэйва Макклейна.
По сравнению с предыдущим и последующими альбомами, The More Things Change… получился наиболее близким к скоростному звучанию трэш-метала. Тематика песен, как и на Burn My Eyes, посвящена социальным проблемам.

## Предыстория
После выпуска Burn My Eyes группа отправилась в мировое турне, продолжившееся более 20 месяцев, 5 из которых коллектив выступал на разогреве у Slayer. Во время гастролей, из-за напряженного гастрольного графика и финансовых трудностей, отношения между музыкантами обострились. В ходе турне, к лету 1995 года, Крис Контос тяжело заболел, из-за чего он решил временно покинуть группу. На замену себе до окончания тура Контос позвал своего друга, Уолтера Райана, с которым группа отыграла более десяти концертов в США и Европе.
Из-за осложнений после болезни Крис Контос не смог восстановиться к фестивалю Monsters of Rock, состоявшемуся 26 августа 1995 года. Эта ситуация во многом определила дальнейшее участие Контоса в группе. Вернувшись в первых числах сентября в состав Machine Head он не смог найти себе места в коллективе. В результате, остальные участники решили уволить его.
На смену Контосу поочерёдно пришли Уил Кэрролл и Брэнт Пэйн, однако ни один из них не устроил музыкантов. В поисках нового ударника Робб Флинн обратился к участнику Sepultura, Игору Кавалера, и основателю Blabbermouth, Боривою Кргину, которые посоветовали ему барабанщика Sacred Reich, Дэйва Макклейна. Кроме него, Флинн также рассматривал кандидатуры Дина Кастроново (Ozzy Osbourne) и Джейсона Биттнера (Shadows Fall).
В итоге, музыканты пригласили Макклейна на совместную репетицию, которая прошла 16 декабря. По словам Логана Мейдера, на том прослушивании Макклейн показал, что он способен играть на ударных ничуть не хуже Контоса, технично, но, вместе с тем, легко отыграв песни Machine Head. Вскоре, 26 декабря, группа объявила, что место барабанщика официально занял Дэйв Макклейн. После окончания тура в поддержку дебютного альбома музыканты направились в студию для записи новой пластинки.

## Запись
В начале 1996 года коллектив, в перерывах между концертами, начал готовить демо-материал к новому альбому. Однако, из-за того что Адам Дьюс и Дэйв Макклейн попали в автоаварию, этот процесс затянулся, и лишь к середине лета группа смогла приступить к работе над пластинкой на студии Hyde Street в Сан-Франциско. Часть альбома также записывалась в The Record Plant в Сосалито. Микшированием альбома занимался продюсер Колин Ричардсон. В итоге, поскольку группа осталась недовольна конечным результатом, музыканты отправились в Ливерпуль для перезаписи партий гитар и бас-гитары.
В окончательный список композиций для альбома вошло десять песен, кроме того в диджипак-издании к ним добавились каверы на Discharge и Ice-T. На песни «Take My Scars» и «Ten Ton Hammer» были сняты клипы. Позднее, эти песни вышли в качестве синглов.

## Музыкальный стиль
The More Things Change... продемонстрировал значительное изменение в звучании группы. Вобрав в себя тяжесть грув-метала из предыдущего альбома, Burn My Eyes, релиз испытал, в сравнении с ним, большее влияние трэш-метала в сочетании с элементами прогрессивного метала. Кроме того, в это время коллектив экспериментировал с альтернативным металом: например, во время работы над альбом музыканты записали кавер на песню Ice-T, «Colors».
Название альбома является первой частью фразы: «The more things change, the more they stay the same» («Чем больше вещи меняются, тем больше они остаются теми же»). По словам музыкантов, эта фраза отражает желание группы развиваться, оставаясь при этом верными метал-музыке. В песне «Struck a Nerve», эти слова повторяются во время припева.
Тексты песен посвящены социальным проблемам и фокусируются на таких темах, как жестокость, насилие и отчаяние. В то же время Робб Флинн отмечал, что композиции стали более личными. Так, песня «Struck a Nerve» направлена против пролайф-движения, в «The Frontlines» поется об уличном насилии, «Bay of Pigs» посвящена системе правосудия США, а «Blood of the Zodiac» содержит рассуждения о причинах распространенности расизма.

## Отзывы
| Оценки критиков         | Оценки критиков |
| Источник                | Оценка          |
| ----------------------- | --------------- |
| AllMusic                | [ 13 ]          |
| Metal Hammer (Германия) | [ 11 ]          |
| Rock Hard               | [ 12 ]          |
| NME                     | [ 15 ]          |

The More Things Change… закрепил за группой статус одной из ведущих метал-групп 90-х. В целом, релиз был положительно принят музыкальной прессой. Немецкое издание Metal Hammer назвало The More Things Change… лучшим альбомом месяца. Обозреватель журнала, Маттиас Векман, дал альбому высшую оценку в семь баллов, охарактеризовав релиз как «мощный и захватывающий». Томас Купфер из Rock Hard отметил возросшее композиторское мастерство музыкантов, а также выделил общее разнообразие звучания. Рецензент AllMusic, Стивен Томас Эрлевайн, положительно оценил слияние трэш-метала с элементами прогрессивного рока в стиле музыки альбома. В то же время Марк Бимонт из NME негативно оценил релиз, резко отрицательно высказавшись о сыром звучании пластинки, однообразии композиций и отсутствии запоминающихся мелодий.

### Признание
Альбом продемонстрировал более успешное выступление в чартах, по сравнению с предыдущим релизом, войдя в первые двадцатки хит-парадов Бельгии, Финляндии, Норвегии, Швейцарии и Великобритании. Также альбом занял 138-ю позицию в чарте Billboard 200. Всего, за 1997 год в США было продано свыше 75'000 копий альбома.

## Список композиций
| №                   | Название              | Длительность |
| ------------------- | --------------------- | ------------ |
| 1.                  | «Ten Ton Hammer»      | 4:14         |
| 2.                  | «Take My Scars»       | 4:20         |
| 3.                  | «Struck a Nerve»      | 3:34         |
| 4.                  | «Down to None»        | 5:28         |
| 5.                  | «The Frontlines»      | 5:51         |
| 6.                  | «Spine»               | 6:38         |
| 7.                  | «Bay of Pigs»         | 3:46         |
| 8.                  | «Violate»             | 7:20         |
| 9.                  | «Blistering»          | 4:59         |
| 10.                 | «Blood of the Zodiac» | 6:38         |
| Общая длительность: | Общая длительность:   | 52:46        |

| №   | Название                                                  | Длительность |
| --- | --------------------------------------------------------- | ------------ |
| 11. | «The Possibility of Life's Destruction» (Discharge cover) | 1:31         |
| 12. | «My Misery»                                               | 4:42         |
| 13. | «Colors» (Ice-T cover)                                    | 4:39         |

| №  | Название               | Длительность |
| -- | ---------------------- | ------------ |
| 1. | «Ten Ton Hammer» (DVD) | 4:28         |

## Участники записи
Machine Head
- Робб Флинн — вокал, гитара
- Логан Мейдер — гитара
- Адам Дьюс — бас-гитара, бэк-вокал
- Дэйв Макклейн — ударные

Производство
- Робб Флинн — микширование
- Колин Ричардсон — продюсер, микширование, звукоинженер
- Винцент Войно — продюсер
- Стив Бауман — микширование
- Энди Снип — микширование
- Тед Йенсен — мастеринг
- Джозеф Культис — фотографии
- Харолд О. — фотографии

## Позиции в чартах
| Чарт (1997)                  | Высшая позиция |
| ---------------------------- | -------------- |
| Австралия                    | 30             |
| Австрия                      | 24             |
| Бельгия (Фландрия)           | 11             |
| Бельгия (Валлония)           | 20             |
| Дания                        | 22             |
| Финляндия                    | 13             |
| Франция                      | 21             |
| Германия                     | 22             |
| Новая Зеландия               | 44             |
| Норвегия                     | 15             |
| Швейцария                    | 17             |
| Великобритания               | 16             |
| Billboard 200                | 138            |
| Billboard Heatseekers Albums | 5              |